# VK Maritsa
VK Maritsa är en volleyboll- och beachvolleybollklubb från Plovdiv, Bulgarien. Volleybollklubben bildades 1950, medan sportklubb den är en del av bildades 1921. De började med beachvolleyboll 2009. Klubben har fått sitt namn efter floden Maritsa.
Klubben debuterade i högstaserien 1957. Även om de vunnit en del nationella mästerskap på ungdomsnivå tidigare så är det främst från 2010-talet och framåt som klubben nått stora framgångar med sju bulgariska mästerskap och sex bulgariska cupsegrar. Dess beachvolleylag har också blivit bulgariska mästare två gånger (2011 med Diana Malinova och Diana Filipova och 2013 med Diana Malinova och Rusena Slancheva.